# ویلا سان جیووانی این توسچیا
ویلا سان جیووانی این توسچیا (به ایتالیایی: Villa San Giovanni in Tuscia) یک کومونه در ایتالیا است که در استان ویتربو واقع شده‌است. ویلا سان جیووانی این توسچیا ۵٫۳ کیلومتر مربع مساحت و ۱٬۳۶۴ نفر جمعیت دارد و ۳۲۹ متر بالاتر از سطح دریا واقع شده‌است.